# Siblingen
Siblingen ist eine politische Gemeinde des Kantons Schaffhausen in der Schweiz. 

## Geographie
Die Gemeindefläche misst 942 ha, davon entfallen auf Waldgebiete 455 ha und 455 ha auf landwirtschaftliches Nutzland (inklusive 15,8 ha Reben). Als Bauland sind 32 ha ausgezont.
Siblingen liegt im Klettgau, am Fusse des Randens.

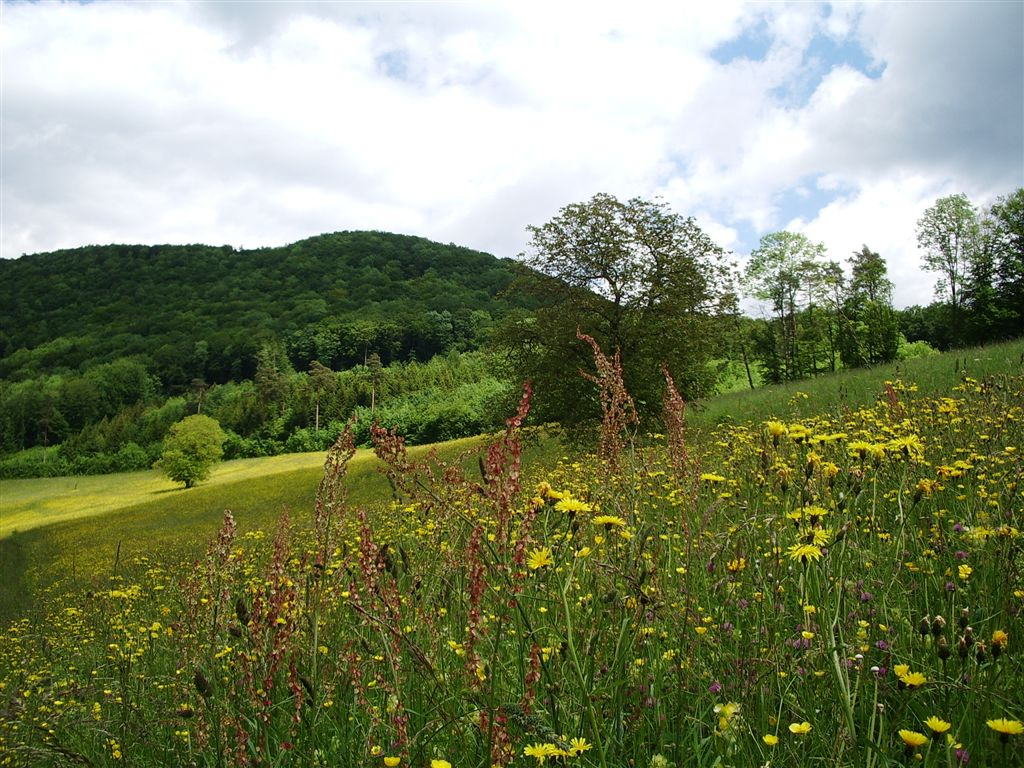
Magerwiese oberhalb von Siblingen mit Blick auf den Randen.

- Höchster Punkt: 900 m ü. M.
- Tiefster Punkt: 475 m ü. M.

## Geschichte
Die Siedlungsspuren auf dem Siblinger Schlossranden/Schlossbuck und die dort aufgefundenen Tongefässe zeugen von einer Besiedlung in Siblingen im 2. Jahrtausend v. Chr.
Danach bauten die Römer an dieser Stelle eine, mit Graben geschützte, mehrstöckige Anlage von 38 Fuss Länge und 18 Fuss Breite. Bei Grabungen im Jahr 1999 wurden Tonscherben, Werkzeuge und Schmuck gefunden.
Im Mittelalter wurde von einem namentlich unbekannten Adelsgeschlecht an dieser Stelle die Burg Hartenkirch errichtet. Im 13. Jahrhundert erhielt das Dorf eine kleine Kapelle, die dem Erzengel Michael gewidmet ist.

Historisches Luftbild aus 300 m von Walter Mittelholzer von 1923

## Wappen
Blasonierung
In rot eine natürliche grüne, entwurzelte braunstämmige Tanne mit je vier breiten Ästen.
Das Wappensymbol Siblingens ist die Tanne. Nicht als solche, aber als Baum lässt sie sich bis 1608 zurückverfolgen. Nämlich als Siegelstempel auf einem Aktenstück. Hier ist eine Tanne abgebildet. Später finden sich aber auch Laubbäume auf den Siegelstempeln. Das Symbol der Tanne entstammt vermutlich dem Geschlecht der Danner die viele Vögte in Siblingen stellten. Bei der Bereinigung 1949 wurde die Tanne als historisch überliefertes Wappen beibehalten. Als Tinktur wählte man grün für den Baum und rot für den Schild, in Anlehnung an die Herren von Randenburg, welche die Hauptherren von Siblingen waren.

## Verkehr
Siblingen liegt an der Hauptstrasse 14, die von Schaffhausen bis zur Grenze bei Stühlingen führt.
Linienbusse von SchaffhausenBus verkehren stündlich zwischen Beggingen bzw. Neunkirch und Schaffhausen und sorgen damit für einen durchgehenden Halbstundentakt. Zur Hauptverkehrszeit verkehren Zusatzbusse zwischen Siblingen und der S-Bahn-Haltestelle Beringerfeld, wo eine Anschlussmöglichkeit nach Schaffhausen besteht. Dadurch, dass die Zusatzkurse schlecht genutzt werden, kommt es auf den anderen Bussen zu Kapazitätsengpässen am Morgen sowie am Abend.

## Bilder

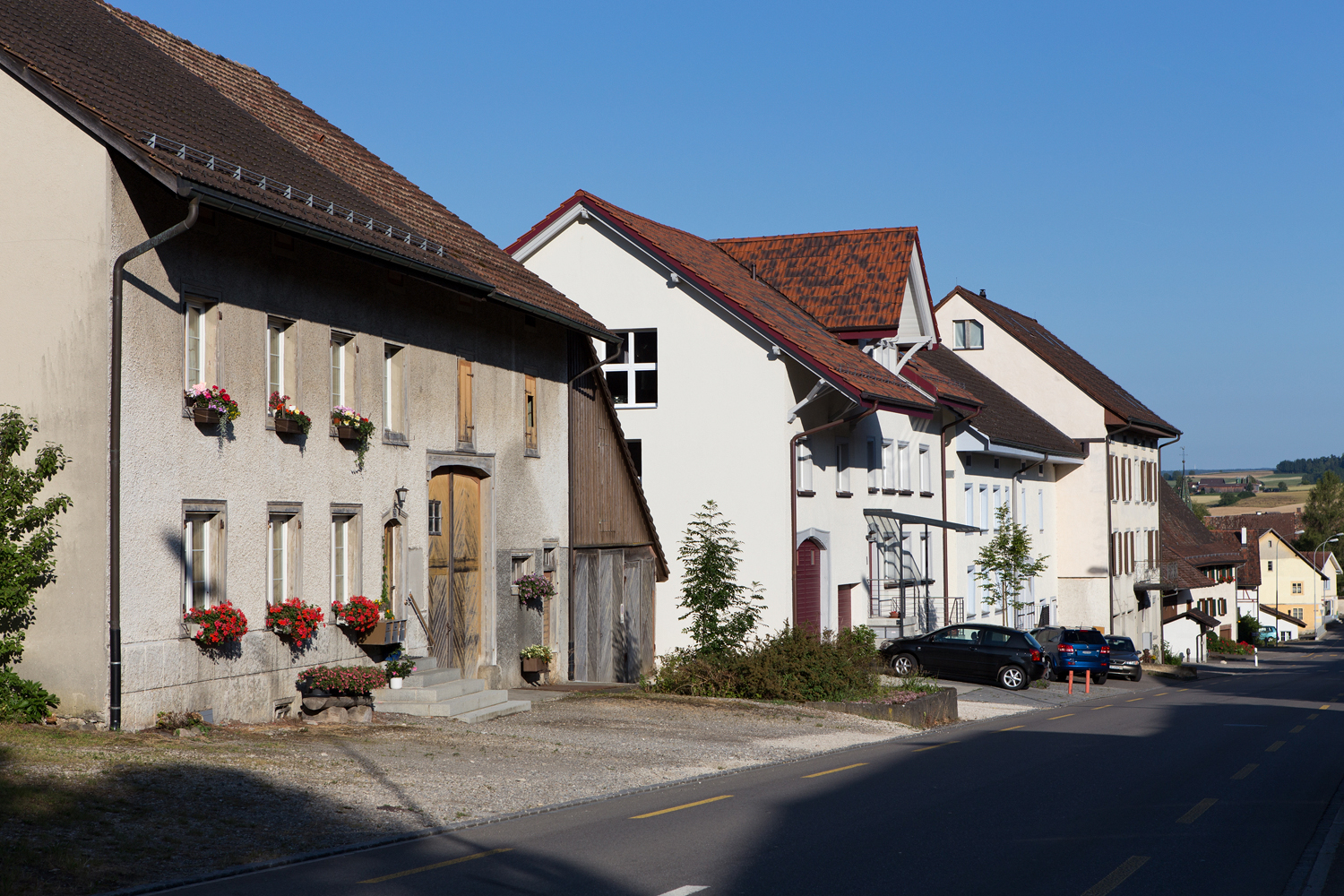
Hauptstrasse
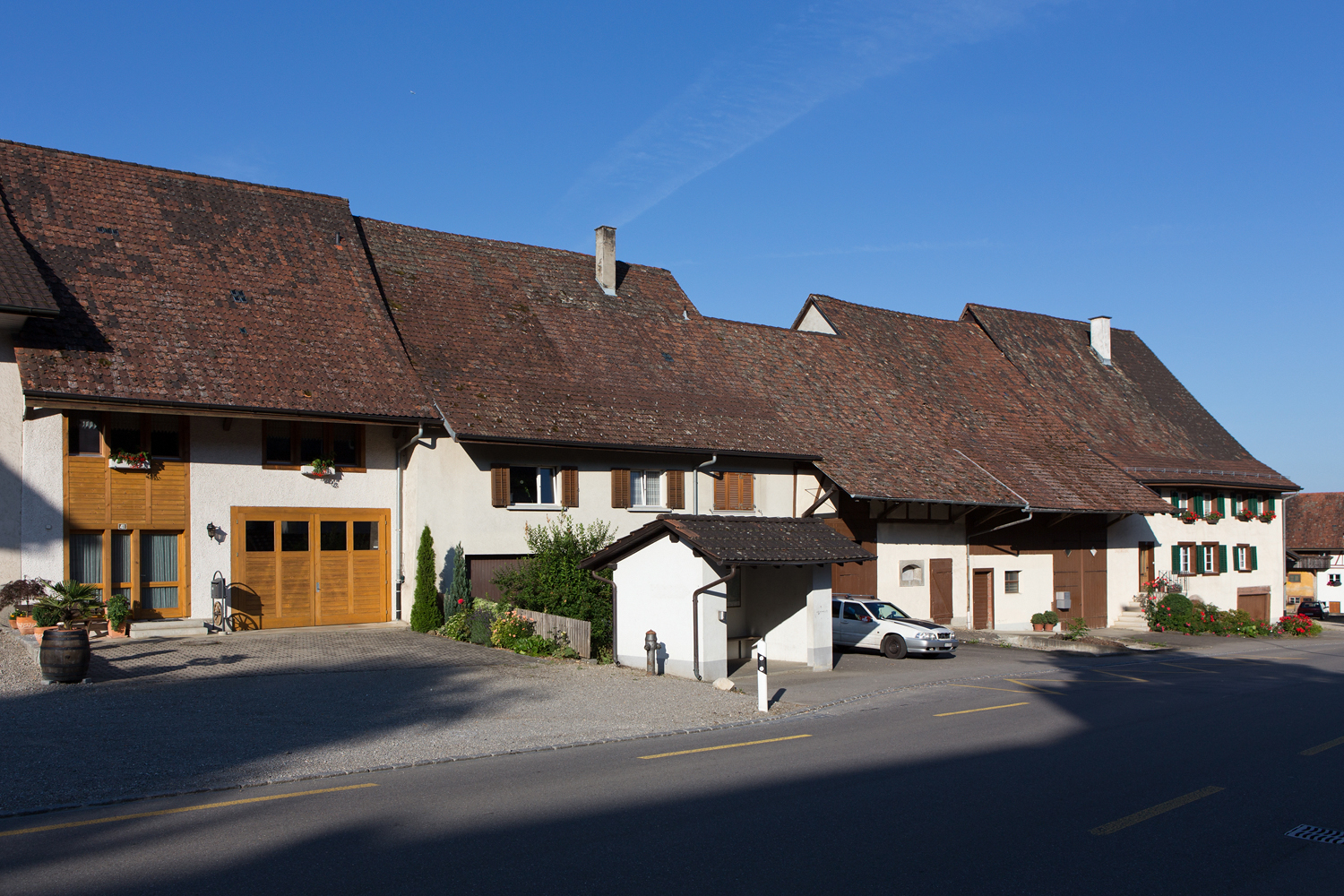
Hauptstrasse
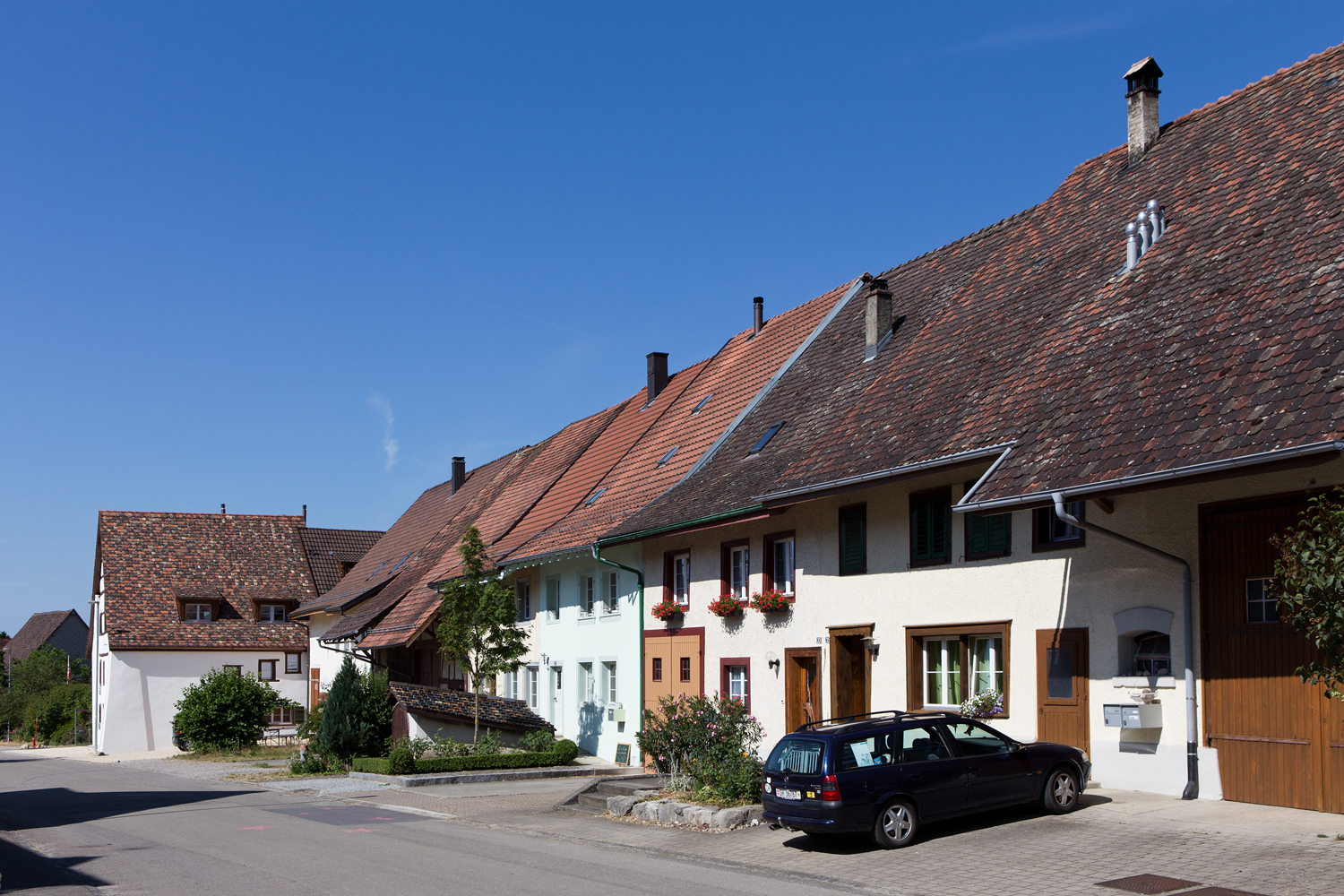
Grabenstrasse
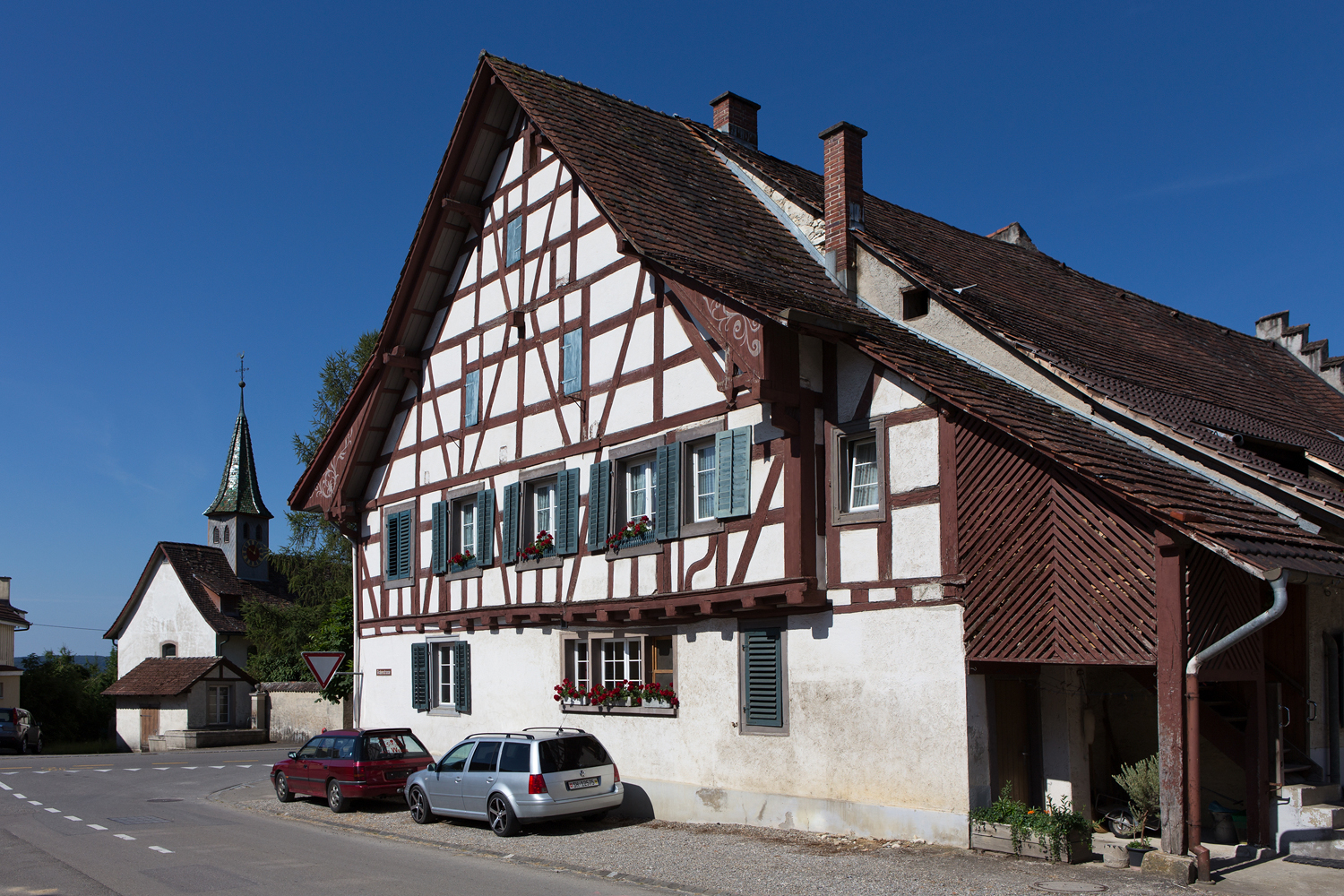
Ref. Kirche und Haus zum Anker
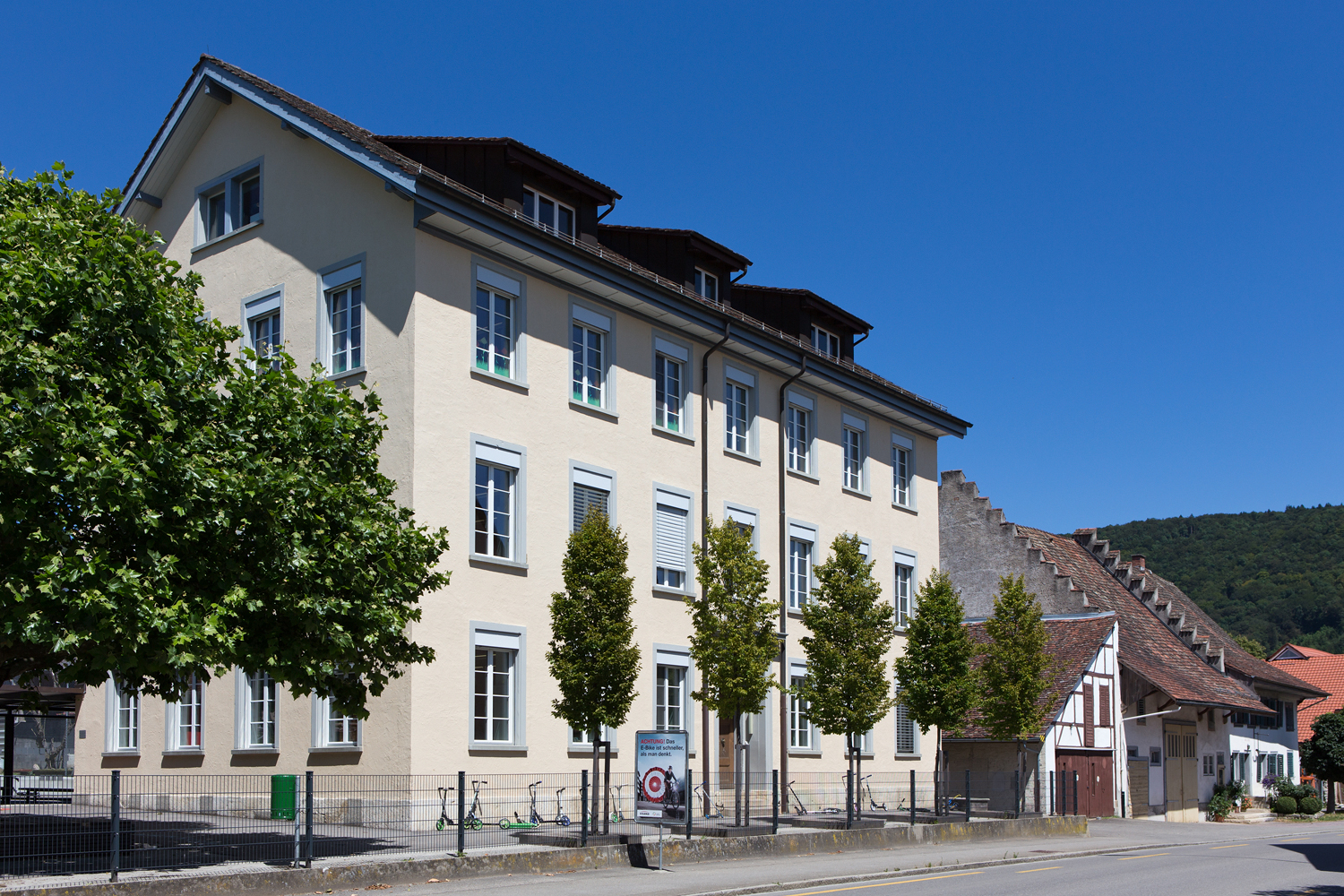
Primarschulhaus
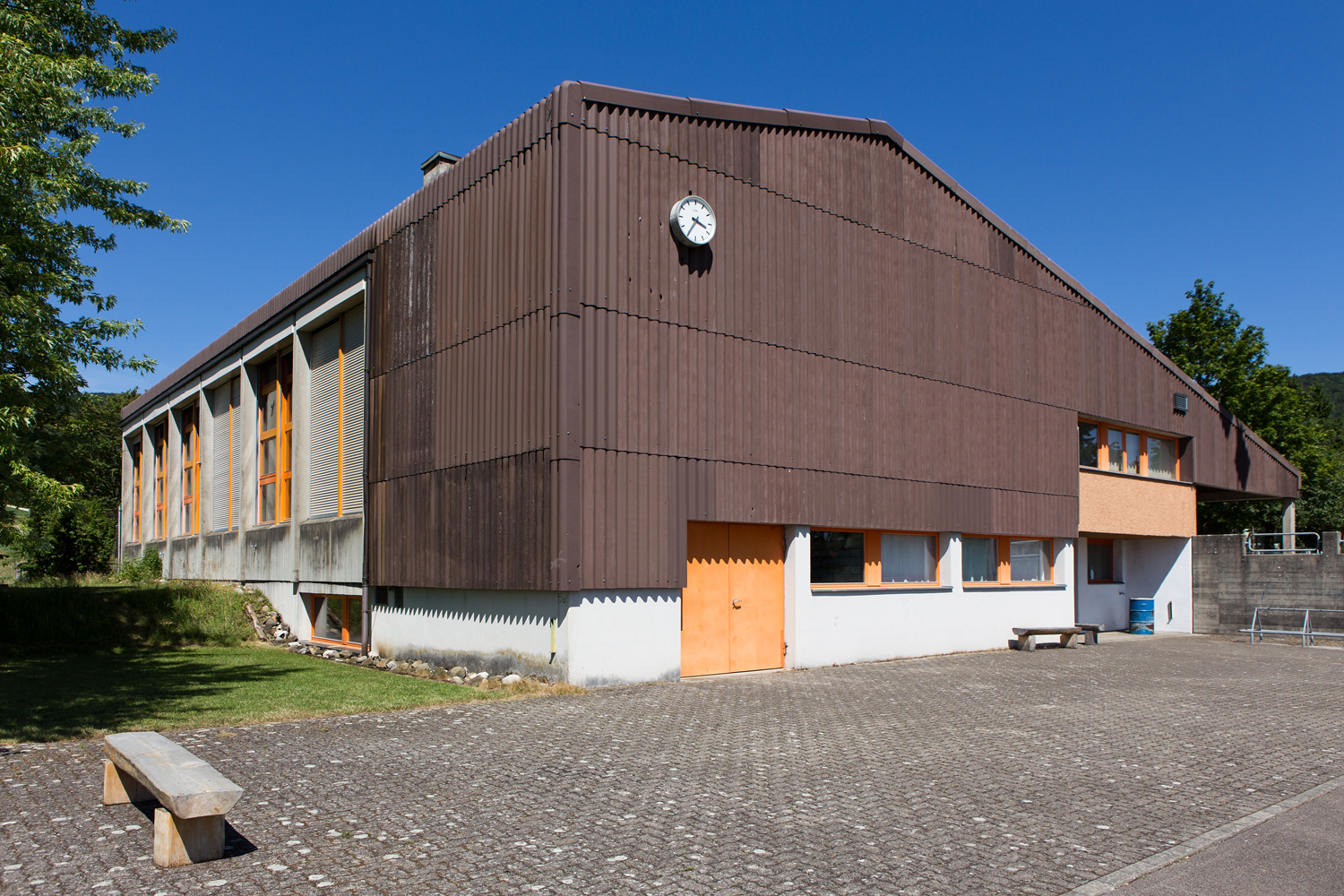
Turnhalle
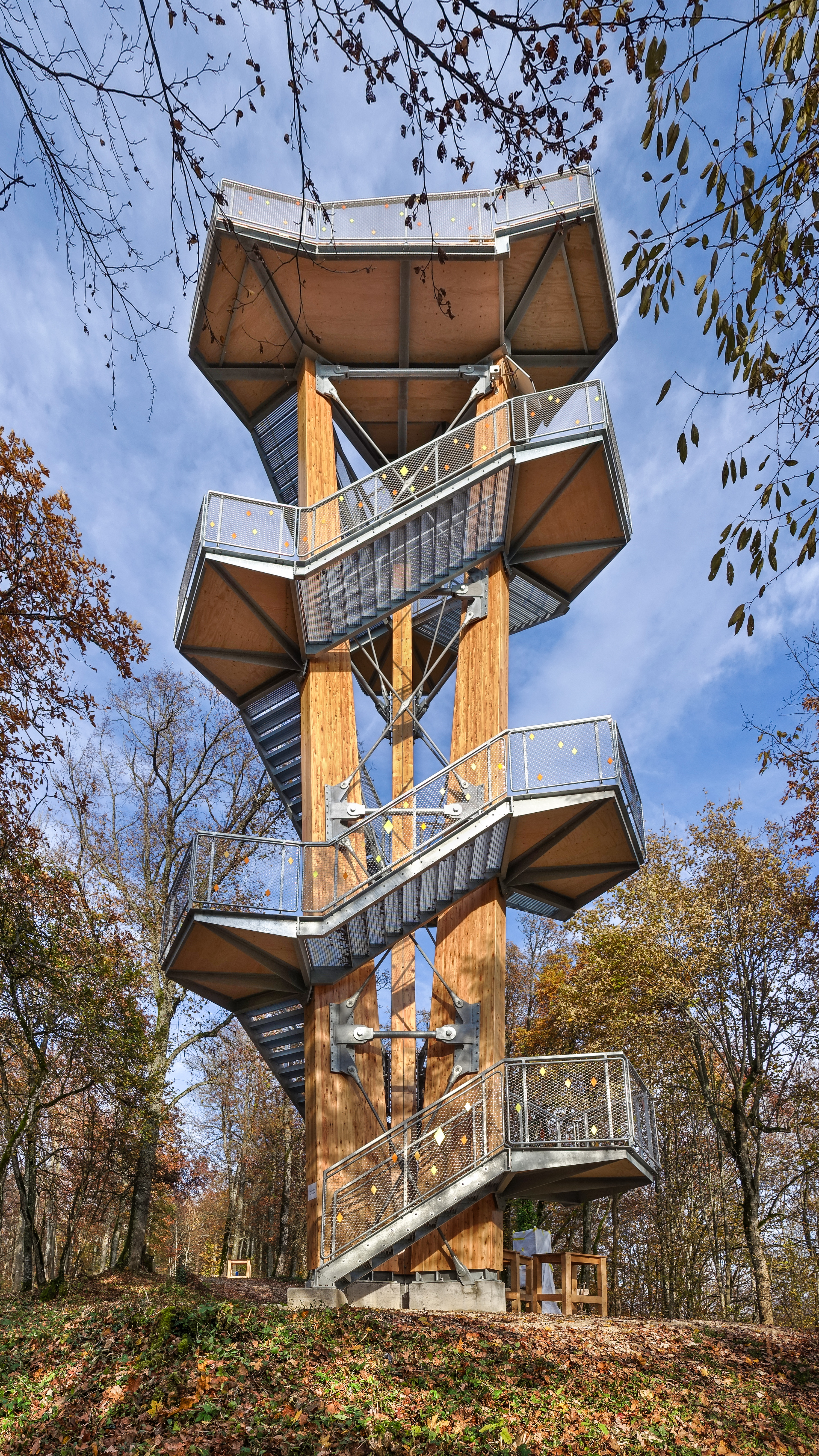
Siblinger Randenturm

## Sehenswürdigkeiten
Schöne Wanderungen sind auf dem Randen möglich. Vom Siblinger Randenturm hat man eine herrliche Aussicht in die Alpen (bei gutem Wetter bis zu den Churfirsten) und das Klettgau und für eine Zwischenverpflegung steht in der Nähe des Randenturms (Oberhalb Siblingen) das Siblinger Randenhaus. Die reformierte Pfarrkirche wurde vermutlich im 13. Jahrhundert erbaut und im Chorteil befinden sich gotische Wandmalereien aus dem 14. Jahrhundert.

## Persönlichkeiten
- Johann Wilhelm Meyer (1690–1767), Geistlicher und Kirchenlieddichter, war von 1722 bis 1737 Pfarrer des Ortes
- Johann Jakob Mezger (1817–1893), Antistes in Schaffhausen und Heimatforscher
- Johann Jakob Keller (1847–1914), Gemeindepräsident, Regierungsrat
- Samuel Keller (1856–1924), Schriftsteller und Theologe
- Johann Jacob Weber (1803–1880), Verleger